# Seeache (Ager)
Die Seeache ist der natürliche Abfluss des Mondsees an dessen Ostende, wo sich bei See am Mondsee das Seespiegel-Regulierungswehr befindet, und fließt ostwärts. Er mündet nach 3 Kilometern in Unterach am Attersee in den Attersee. Die Seeache liefert 58 % des gesamten Oberflächenzuflusses des Attersees.

## Beschreibung
Der Fluss verläuft relativ geradlinig von West nach Ost und bildet auf der gesamten Strecke die Grenze zwischen den Gemeinden Unterach am Attersee im Norden und St. Gilgen im Süden, und damit auch die Landesgrenze zwischen Oberösterreich und Salzburg. Im Mündungsbereich teilt sich die Seeache in zwei Arme auf, wobei der kleinere, links abzweigende Arm künstlich angelegt wurde.
Der reißende Fluss besitzt Gewässergüteklasse I bis II und wird gerne als Raftingfluss (Schwierigkeit: Level I – II) von Sportlern benutzt.

## Fauna
In der Seeache hat sich der Perlfisch (Rutilus meidingerii) angesiedelt. Daneben finden sich Seelaube, Hasel, Rußnase, Aitel und Rotauge. Die Seeache wird von zahlreichen Fischarten aus dem Attersee zum Laichen aufgesucht, da sie günstige Bedingungen für die Entwicklung der Eier und der Jungfische bietet.

## Geschichte
Entlang der Seeache fuhr die Elektrische Bahn Unterach–See am Mondsee („Unteracher Straßenbahn“), von Stern & Hafferl 1907 gebaut, um die Seeschifffahrt der beiden Seen und die am gegenüberliegenden Ufer des Mondsees laufende Salzkammergut-Lokalbahn zu verbinden, 1949 wurde der Betrieb eingestellt und die Gleise 1951 abgebaut. Die Trasse ist heute teils Straße, teils Rad-/Wanderweg.